# 圣马丹德拉克吕兹
圣马丹德拉克吕兹（法語：Saint-Martin-de-la-Cluze，法語發音：[sɛ̃ maʁtɛ̃ də la klyz]）是法国伊泽尔省的一个市镇，属于格勒诺布尔区。

## 地名
法语人名在日常人名译名以及《世界人名翻譯大辭典》、《法语姓名译名手册》等主流人名译名类书籍资料中多译作“马丁”，不过在《世界地名翻译大辞典》、《世界地名译名词典》和《法国地图册》等主流地名译名类书籍资料中多译作“马丹”。

## 地理
圣马丹德拉克吕兹（44°58'58"N, 5°39'31"E）面积16.26 平方千米，位于法国奥弗涅-罗讷-阿尔卑斯大区伊泽尔省，该省份为法国东南部内陆省份，北起顺时针与安省、萨瓦省、上阿尔卑斯省、德龙省、阿尔代什省、卢瓦尔省和罗讷省。
与圣马丹德拉克吕兹接壤的市镇（或旧市镇、城区）包括：锡纳尔、维夫、阿维尼奥内、勒加、米里贝勒-朗沙特尔、蒙泰纳尔、科米耶圣母村。
圣马丹德拉克吕兹的时区为UTC+01:00、UTC+02:00（夏令时）。

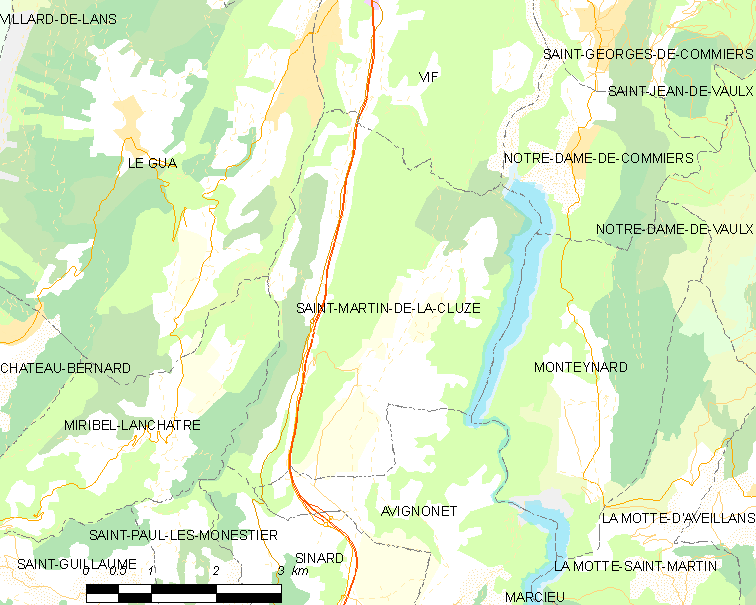
圣马丹德拉克吕兹的OSM定位图

## 行政
圣马丹德拉克吕兹的邮政编码为38650，INSEE市镇编码为38115。

## 政治
圣马丹德拉克吕兹所属的省级选区为马泰西讷-特列沃县。

## 人口

1962-2008年间圣马丹德拉克吕兹人口变化图示

圣马丹德拉克吕兹于2022年1月1日时的人口数量为749人。